# Sankt Knud Lavard Kirke

Sankt Knud Lavard Kirke er en katolsk kirke på Lyngbygårdsvej 1A i Kongens Lyngby.
Kirken er tegnet af arkitekt Carl R. Frederiksen og opført i 1956-57 i "vor tids formsprog og vor tids materialer", hvilket vil sige primært beton. Bygningen består af skib og kor, begge rektangulære med flade tage. Klokkerne sidder i en fritstående slank kampanile syd for bygningen. Skibets ydervægge, som ikke er tagbærende, står i hvidt og hviler på korte søjler bag hvilke facaden er træbeklædt. Mellem væggenes top og tagkanten er der lave vinduer på de tre sider af skibet. Facaden blev renoveret i sommeren 2008.
Taget bæres af slanke indvendige søjler, som deler skibet i tre: et midterskib med samme bredde som koret og to smalle sideskibe. Søjlerne er betonfyldte stålrør, som er malet blå. Ellers domineres rummets farver af de hvide vægge og det brune træloft. Midterskibet optages af to rækker lakerede træbænke.
Koret, som er hævet tre trin over skibet, er udsmykket med et slankt trækors på bagvæggen. Dets sydvæg består af transparente glasblokke, hvoraf nogle er kulørte. Det oprindelige alter og døbefonten er udført af arkitekten i samme enkle stil som bygningen. Alteret blev fornyet i 2007 i anledning af kirkens 50 års jubilæum. Prædikestolen er af træ og flytbar. Over indgangen i vestenden er der et orgelpulpitur med et instrument fra I. Starup & Søn bygget i 1951, med 24 stemmer fordelt på to manualer og pedal.
Erik Olsson har lavet tre mosaikker til kirken. Den udvendige udsmykning over vestindgangen fremstiller blandt andet kirkens værnehelgen. Over Maria-alteret i søndre sidegang hænger billede af Maria med Jesusbarnet i et emaljeligende materiale. I den nordlige sidegans vinduer er der indsat en glasmosaik som forestiller Kristi død på korset og martreredskaberne.

### Literatur
- De danske Kirker, redigeret af Erik Horskjær. Bind 1, Storkøbenhavn. G.E.C. Gads Forlag, 1966-71.